# Archinycteribia
Archinycteribia är ett släkte av tvåvingar. Archinycteribia ingår i familjen lusflugor.

## Arter inomArchinycteribia[1]
- Archinycteribia actena
- Archinycteribia curvistyla
- Archinycteribia octophthalma